# Exilia
Exilia ist eine italienische Nu-Metal-Band.

## Bandgeschichte
Exilia entstanden 1993 in Mailand, als Masha in einem Plattenladen auf den Gitarristen Elio Alien traf.
Zu sehen waren sie unter anderem im Vorprogramm von Guano Apes, H-Blockx, Clawfinger, HIM, Therapy?, Oomph!, In Extremo, Die Ärzte, Rammstein, Ill Niño und Soulfly.
Ihr Debütalbum Rightside Up erschien 2000. Das Folgealbum Unleashed erschien im Mai 2004 und platzierte sich auf Anhieb in den Top 40 der deutschen Charts. Im April 2005 erfolgt der erste Besetzungswechsel am Schlagzeug. Andrea Ge machte Platz für Ale.
Nachdem 2006 Nobody Excluded veröffentlicht wurde und die Band im Jahr 2008 ziemlich von der Bildfläche verschwunden war, kamen Exilia 2009 mit ihrem nächsten Album My own Army zurück, welches erstmals über die neue Plattenfirma der Mailänder, AFM Records, veröffentlicht wird. Kurz nach der Veröffentlichung des Albums gingen Exilia mit Ill Nino und God Forbid auf ausgedehnte Europatour. Zudem spielten sie im Sommer 2009 auf diversen Festivals. Vor der Veröffentlichung des Albums erklärte Sängerin Masha im Interview mit dem deutschsprachigen Metal-Webzine sounds2move.de, dass Song- und Albumtitel von My own Army auf den Tod ihrer Mutter im Jahr 2008 zurückzuführen sind, der das Album laut einem Vermerk im Booklet auch gewidmet ist.
Zu Beginn des Jahres 2011 kündigte die Band das Album Decode an, dessen Cover über diverse Kanäle wie die Band-Homepage und das Facebook-Profil der Band verbreitet wurde. Veröffentlichungstermin war der 30. März 2012.
Am 23. April 2011 verkündete die Band über ihr Facebook-Profil den Weggang des Gitarristen und Bandmitbegründers Elio Alien und stellt wenige Tage später einen neuen Gitarristen namens „Aimer“ vor.
„Purity“ festigte 2015 EXILIAs Position im Herzen der europäischen Metal Szene und wurde mit Mustasch auf Tour gefeiert. „Feel The Fire“, der Opener und zugleich die erste Single des Albums „Heroes And Dust“ handelt von den Momenten, in denen wir uns allein fühlen und nach einem Grund suchen, der unseren Geist in Flammen hält und sorgte bereits während der Aufnahmen für bemerkenswertes Faninteresse. Mit den weiteren Auskopplungen „Not The End Of The World“, einem Aufruf, auch in schwierigen Zeiten aufzustehen und Selbstvertrauen zu haben, der beeindruckenden Interpretation des The Weeknd Hits „Blinding Lights“, sowie „Hypnotized“, der sich um eine psychologische Erfahrung in toxischen Liebesbeziehungen dreht und „Supernova“ weckten die Italiener die Vorfreude auf das neue Album. Letztlich wurde es am 21. April 2023 auf die Welt losgelassen, begleitet von der überzeugenden Single „In The Afterglow“ samt Musikvideo. Inspiriert von Metallicas „Sad But True“ handelt dieser Track von den Herausforderungen des Lebens und der Notwendigkeit, auch schmerzhafte Wahrheiten zu akzeptieren.
EXILIA sind aktuell mit ihrem Album „Heroes And Dust“ sowie der am 24. Mai 2024 erschienen „Unleashed XX“ Special Edition samt mehreren Bonustracks zum 20. Jubiläum von „Unleashed“ auf Tour. Beide Alben wurden ebenfalls von Jörg Umbreit in den Principal Studios (u. a. Donots, Broilers, In Extremo) produziert. In Extremo-Frontmann Michael Rhein hat auf der „Unleashed XX“ Special Edition beim Song „I Guess You Know“ einen Gastauftritt.

## Diskografie

### Alben
- Rightside Up (2000) – Edel Records
- Unleashed (24. Mai 2004; Wiederveröffentlichung am 4. April 2005 mit Bonus-DVD) – GUN/Supersonic
- Nobody Excluded (21. Juli 2006) – Sony BMG/GUN
- My Own Army (20. Februar 2009) – AFM Records
- Decode (30. März 2012) – Golden Core/ZYX
- Purity (25. September 2015) – Eat The Beat Records
- Heroes and Dust (2023) – Dharman Media
- Unleashed XX – 20th Anniversary Expanded Limited Edition (Remastered) – Dharman Media

### Singles
- Underdog (22. September 2003)
- Stop Playing God (22. April 2004)
- Coincidence (29. November 2004)
- Can’t Break Me Down (21. März 2005)
- Your Rain (18. August 2006)

### EPs
- Underdog (2003) – GUN/Supersonic
- Naked (21. Mai 2010)